# Life's Too Good
| 전문가 평가                   | 전문가 평가 |
| 평가 점수                     | 평가 점수   |
| 출처                          | 점수        |
| ----------------------------- | ----------- |
| AllMusic                      | [ 2 ]       |
| Encyclopedia of Popular Music | [ 3 ]       |
| The Great Rock Discography    | 9/10        |
| Los Angeles Times             | [ 5 ]       |
| MusicHound Rock               | 3.5/5       |
| The Rolling Stone Album Guide | [ 6 ]       |
| Spin Alternative Record Guide | 8/10        |
| The Village Voice             | B−          |

《Life's Too Good》은 아이슬란드의 얼터너티브 록 그룹 슈가큐브스의 데뷔 정규 음반이다. 이 음반은 1988년 4월 영국과 유럽의 원 리틀 인디안에 의해 발매되었고 1988년 5월 미국의 엘렉트라 레코드에 의해 발매되었다. 이 음반은 예상치 못한 성공을 거두었고, 특히 1993년에 성공적인 솔로 활동을 시작할 리드 싱어 비요크가 국제적인 관심을 끌었다.
레이캬비크의 1980년대 초반 록 문화의 베테랑들로 구성된 이 밴드는 이 장면을 특징짓는 포스트펑크 사운드의 요소들을 취했고, 음반 제목에 반영되어 있는 팝 음악의 낙관론에 유머러스한 시선을 보내려고 했다. 결코 진지하게 받아들여질 의도가 없었음에도 불구하고, 그리고 그들의 데뷔의 성공과 계약상의 의무 때문에, 슈가큐브스는 두 장의 정규 음반을 더 발매했다.

## 발매
리드 싱글 〈Birthday〉는 1987년 8월 데릭 버켓의 원 리틀 인디안 레코드에서 발매되었다. 영향력 있는 잡지 《NME》가 〈Single of the Week〉를 발표한 후, 이 밴드는 뜻밖에도 영국 음악 언론, 특히 리드 싱어 비요크의 주목을 받았다. 그 후 몇 달 동안, 이 밴드는 마지못해 영국의 가장 유명한 팝 잡지들의 표지에 등장했고 언론과 대중의 관심을 불러일으킨 "대규모 과대 광고"를 경험했다. 워너 브라더스 레코드와 폴리그램과 같은 대형 음반사들의 제안에도 불구하고, 그들 중 누구도 이 밴드에 완전한 창조적인 통제권을 주려고 하지 않았다. 그래서 그들은 이 음반을 직접 녹음해서 원 리틀 인디안으로 발매하기로 결정했다. 《Life's Too Good》은 마침내 1988년 4월에 발매되었다. 〈Coldsweat〉과 〈Deus〉는 1988년 1월과 4월에 각각 음반 발매에 앞서 싱글로 발매되었고, 지저스 앤 메리 체인의 리믹스 〈Birthday〉(〈Christmas Mix〉 부제목)는 1988년 8월에 싱글로 발매되었다. 〈Motorcrash〉는 1988년 11월에 이 음반의 마지막 싱글로 이어졌다.

## 곡 목록
모든 곡들은 슈가큐브스에 의해 작사/작곡하였다.
| #   | 제목                                     | 재생 시간 |
| --- | ---------------------------------------- | --------- |
| 1.  | 〈Traitor〉                              | 3:08      |
| 2.  | 〈Motorcrash〉                           | 2:23      |
| 3.  | 〈Birthday〉                             | 3:59      |
| 4.  | 〈Delicious Demon〉                      | 2:43      |
| 5.  | 〈Mama〉                                 | 2:56      |
| 6.  | 〈Coldsweat〉                            | 3:15      |
| 7.  | 〈Blue Eyed Pop〉                        | 2:38      |
| 8.  | 〈Deus〉                                 | 4:07      |
| 9.  | 〈Sick for Toys〉                        | 3:15      |
| 10. | 〈Fucking in Rhythm & Sorrow〉           | 3:14      |
| 11. | 〈Take Some Petrol Darling (히든 트랙)〉 | 1:27      |